# Reggie Bush
Reginald Alfred „Reggie“ Bush (* 2. März 1985 in San Diego, Kalifornien) ist ein ehemaliger US-amerikanischer American-Football-Spieler auf der Position des Runningbacks. Er spielte für die New Orleans Saints, die Miami Dolphins, die Detroit Lions, die San Francisco 49ers und zuletzt für die Buffalo Bills in der National Football League (NFL). Bush spielte College Football für die University of Southern California (USC) und gewann 2005 die Heisman Trophy.

## Jugend und College
Bush wuchs in Spring Valley, einem gemeindefreien Gebiet in der Nähe von San Diego, auf. Bereits an der Helix High School machte er wegen seiner Schnelligkeit als Runningback auf sich aufmerksam. Ab 2003 studierte Bush an der University of Southern California (USC) Psychologie und wurde im Footballteam aufgrund seiner Vielseitigkeit auf mehreren Positionen eingesetzt. Er wurde 2005 mit der Heisman Trophy, dem Preis für den besten Spieler im College Football, ausgezeichnet. In derselben Saison konnte er mit einer herausragenden Leistung im Rose Bowl überzeugen, in welchem er 279 Yards erzielte. Man handelte ihn daraufhin als potentiellen ersten Spieler für den kommenden NFL Draft 2006.
Nach einer Untersuchung der NCAA 2010 aufgrund illegaler Zuwendungen während Bushs College-Zeit gab Bush seine Heisman Trophy zurück. Nachdem 2021 den offiziell als Amateure geltenden College-Football-Spielern erlaubt worden war, mit Werbepartnerschaften als Sportler Geld zu verdienen, erhielt Bush die Heisman Trophy im April 2024 zurück. Zuvor wurde er 2023 in die College Football Hall of Fame aufgenommen.

## NFL

### New Orleans Saints
Bush wurde als zweiter Spieler im NFL Draft 2006 von den New Orleans Saints ausgewählt. Trotz anfangs durchwachsener Leistungen steigerte er sich im Lauf der Saison 2006 und hatte maßgeblichen Anteil daran, dass die Saints, nachdem sie in der Saison 2005 noch das zweitschlechteste Team der Liga waren, bis ins NFC Championship Game vordrangen.
In der Saison 2007 vermochte Bush aufgrund einer Verletzung am linken Knie nicht an die Leistung der vorangegangenen Spielzeit anzuknüpfen.
In einer enttäuschenden Saison 2008 konnte er in zehn Spielen neun Touchdowns erzielen, unter anderem drei durch Punt-Returns, ehe eine erneute Verletzung des linken Knies ein vorzeitiges Ende der Saison bedeutete. Nach der Saison 2009 gewann er mit den New Orleans Saints den Super Bowl XLIV gegen die Indianapolis Colts.

### Miami Dolphins
Am 28. Juli 2011 wurde Bush für den Safety Jonathon Amaya und den Tausch von Draft-Rechten in der 6. Runde an die Miami Dolphins abgegeben. Seine erste Saison für die Dolphins war mit über 1000 Yards im Laufspiel, die er das erste Mal in seiner NFL-Karriere erreichte, zufriedenstellend.

### Detroit Lions
Am 13. Mai 2013 nahmen ihn die Detroit Lions unter Vertrag. In seiner ersten Spielzeit erzielte er für sie 1.006 Yards im Laufspiel und 506 Yards Raumgewinn durch gefangene Pässe.

### San Francisco 49ers
Am 18. März 2015 unterschrieb Bush einen Einjahresvertrag bei den San Francisco 49ers. Am achten Spieltag zog er sich im Spiel gegen die St. Louis Rams eine Knieverletzung zu, die einen operativen Eingriff erforderlich machte und die Saison 2015 für ihn vorzeitig beendete.

### Buffalo Bills
Am 1. August 2016 unterschrieb er bei den Buffalo Bills einen Einjahresvertrag. Die Saison beendete er mit einem neuen, für ihn sehr zweifelhaften, NFL-Rekord: −3 Yards. Damit ist er der einzige Spieler – mit Ausnahme von QBs – der NFL-Historie, der Raumverlust erlief.
Nach der Saison 2016 wurde Bush von den Bills in die Free Agency entlassen, zeigte sich aber gewillt, ein neues Franchise zu finden. Nachdem er 2017 jedoch kein neues Team gefunden hatte, gab er am 15. Dezember 2017 bekannt, offiziell aus der NFL zurückzutreten. Zudem verkündete er seinen Wunsch, dies als Saint zu tun.

## NFL-Statistiken
Rushing-Statistiken
| Jahr  | Team                | G   | Att   | Yds   | Avg  | Long | TD | 1st | Fmb | Fmb lost |
| ----- | ------------------- | --- | ----- | ----- | ---- | ---- | -- | --- | --- | -------- |
| 2006  | New Orleans Saints  | 16  | 155   | 565   | 3,6  | 18   | 6  | 27  | 2   | 2        |
| 2007  | New Orleans Saints  | 12  | 157   | 581   | 3,7  | 22   | 4  | 32  | 7   | 3        |
| 2008  | New Orleans Saints  | 10  | 106   | 404   | 3,8  | 43   | 2  | 20  | 2   | 2        |
| 2009  | New Orleans Saints  | 14  | 70    | 390   | 5,6  | 55   | 5  | 19  | 2   | 1        |
| 2010  | New Orleans Saints  | 8   | 36    | 150   | 4,2  | 23   | 0  | 6   | 0   | 0        |
| 2011  | Miami Dolphins      | 15  | 216   | 1.086 | 5,0  | 76   | 6  | 40  | 4   | 2        |
| 2012  | Miami Dolphins      | 16  | 227   | 986   | 4,3  | 65   | 6  | 43  | 4   | 2        |
| 2013  | Detroit Lions       | 14  | 223   | 1.006 | 4,5  | 39   | 4  | 46  | 5   | 4        |
| 2014  | Detroit Lions       | 11  | 76    | 297   | 3,9  | 26   | 2  | 9   | 0   | 0        |
| 2015  | San Francisco 49ers | 5   | 8     | 28    | 3,5  | 9    | 0  | 0   | 0   | 0        |
| 2016  | Buffalo Bills       | 13  | 12    | -3    | -0,3 | 5    | 1  | 2   | 1   | 0        |
| Total | Total               | 134 | 1.291 | 5.490 | 4,3  | 76   | 36 | 244 | 26  | 16       |

Receiving-Statistiken
| Jahr  | Team                | G   | Rec | Tgt | Yds   | Avg  | Long | TD | 1st | Fmb | Fmb lost |
| ----- | ------------------- | --- | --- | --- | ----- | ---- | ---- | -- | --- | --- | -------- |
| 2006  | New Orleans Saints  | 16  | 88  | 119 | 742   | 8,4  | 74   | 2  | 32  | 0   | 0        |
| 2007  | New Orleans Saints  | 12  | 73  | 99  | 417   | 5,7  | 25   | 2  | 24  | 0   | 0        |
| 2008  | New Orleans Saints  | 10  | 52  | 72  | 440   | 8,5  | 42   | 4  | 22  | 1   | 0        |
| 2009  | New Orleans Saints  | 14  | 47  | 68  | 335   | 7,1  | 29   | 3  | 16  | 0   | 0        |
| 2010  | New Orleans Saints  | 8   | 34  | 43  | 208   | 6,1  | 20   | 1  | 10  | 0   | 0        |
| 2011  | Miami Dolphins      | 15  | 43  | 52  | 296   | 6,9  | 34   | 1  | 12  | 0   | 0        |
| 2012  | Miami Dolphins      | 16  | 35  | 52  | 292   | 8,3  | 25   | 2  | 14  | 0   | 0        |
| 2013  | Detroit Lions       | 14  | 54  | 80  | 506   | 9,4  | 77   | 3  | 22  | 0   | 0        |
| 2014  | Detroit Lions       | 11  | 40  | 56  | 253   | 6.3  | 28   | 0  | 13  | 0   | 0        |
| 2015  | San Francisco 49ers | 5   | 4   | 10  | 19    | 4,8  | 8    | 0  | 1   | 0   | 0        |
| 2016  | Buffalo Bills       | 13  | 7   | 10  | 90    | 12,9 | 25   | 0  | 6   | 0   | 0        |
| Total | Total               | 134 | 477 | 661 | 3.598 | 7,5  | 77   | 18 | 172 | 1   | 0        |

Return-Statistiken
| Jahr  | Team                | G  | PR  | PR yds | PR TD | FC | Long PR | KR att | KR  | KR TD | Long KR |
| ----- | ------------------- | -- | --- | ------ | ----- | -- | ------- | ------ | --- | ----- | ------- |
| 2006  | New Orleans Saints  | 16 | 28  | 216    | 1     | 2  | 65      | 0      | 0   | 0     | 0       |
| 2007  | New Orleans Saints  | 12 | 3   | 12     | 0     | 0  | 10      | 0      | 0   | 0     | 0       |
| 2008  | New Orleans Saints  | 10 | 20  | 270    | 3     | 3  | 71      | 0      | 0   | 0     | 0       |
| 2009  | New Orleans Saints  | 14 | 27  | 130    | 0     | 9  | 23      | 0      | 0   | 0     | 0       |
| 2010  | New Orleans Saints  | 8  | 14  | 92     | 0     | 2  | 43      | 1      | 32  | 0     | 32      |
| 2011  | Miami Dolphins      | 15 | 6   | 52     | 0     | 0  | 16      | 0      | 0   | 0     | 0       |
| 2015  | San Francisco 49ers | 5  | 2   | 9      | 0     | 1  | 9       | 0      | 0   | 0     | 0       |
| 2016  | Buffalo Bills       | 13 | 2   | 13     | 0     | 2  | 13      | 5      | 103 | 0     | 35      |
| Total | Total               | 93 | 102 | 794    | 4     | 19 | 71      | 6      | 135 | 0     | 35      |

## Privates
Von 2007 bis März 2010 (mit einer kurzen Unterbrechung 2009) war er in einer Beziehung mit Kim Kardashian.